# Vattenknop

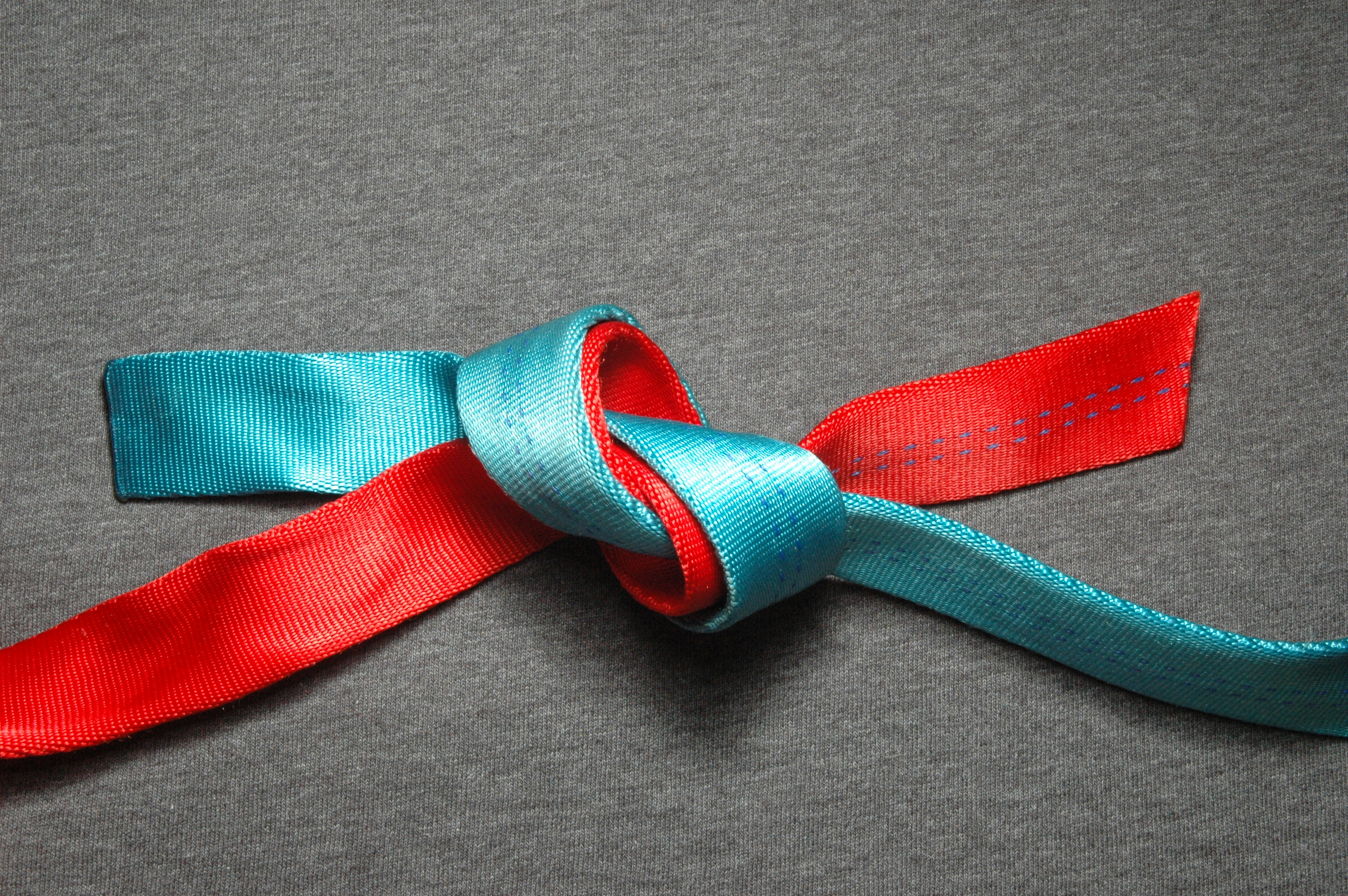
Vattenknop innan åtdragning

Vattenknop är en så kallad sammanbindningsknop, alltså en knop för att knyta ihop två repändar.

## Slagning och egenskaper
Vattenknopen slås genom att man gör en överhandsknop på den ena repänden och sedan tar den andra repänden och följer det första repet baklänges genom överhandsknopen.
Vattenknopen sitter bäst om båda repen är lika grova. För att förena en grov ända med en fin är inte vattenknopen så lämplig, då bör hellre skotsteket användas.
Vattenknopen är en stark och pålitlig knop som lämpar sig för platta band. På hala nylonlinor eller platta spännband anses den säkrare än till exempel råbandsknopen, men samtidigt är den betydligt svårare att lösa upp när man vill det.

## Användning och alternativ
Vattenknopen är inte lika smidig som råbandsknopen men torde för övrigt vara en av de enklare och bästa knoparna för att förena två, tre eller flera trådar, som går åt samma håll. Man kan också med båda trådarna tillsammans göra en åtta eller en dubbel överhandsknop, vattenknut i åtta och dubbel vattenknut. Då får man knutar, som håller lika bra eller bättre än den förra, och samtidigt är lättare att lösa upp.
På grövre linor och tåg är vattenknopen mycket klumpig, men på trådar och finare garn är den praktisk och bekväm och används mycket inom fisket.
Om man lägger ändan av en tråd eller ett snöre i en bukt, så att den blir dubbel, och gör en överhandsknop med båda parterna på en gång, får man en ögla, som inte glider och som håller bra, ögla med vattenknut. Knuten är relativt stor men bekväm att göra och kan med fördel användas på finare gods: trådar och segelgarn.